# Forcipomyia cornuta
Forcipomyia cornuta är en tvåvingeart som beskrevs av Saunders 1964. Forcipomyia cornuta ingår i släktet Forcipomyia och familjen svidknott. Inga underarter finns listade i Catalogue of Life.